# Sofijivka (Horlivský rajón)
Sofijivka (ukrajinsky Софіївка; rusky Софиевка – Sofijevka) je sídlo městského typu v Doněcké oblasti na Ukrajině. V roce 2013 mělo přes deset tisíc obyvatel. Od roku 2014 se Sofijivka nachází v části Doněcké oblasti kontrolované separatistickou Doněckou lidovou republikou.

## Poloha
Sofijivka leží v Donbasu, osm kilometrů severozápadně od středu města Jenakijeve, čtrnáct kilometrů jihovýchodně od Horlivky a 42 kilometrů severovýchodně od Doněcku, správního střediska celé oblasti.
Vede přes něj ukrajinská dálnice M04 (Znamjanka – Sorokyne), po které je zde vedena evropská silnice E50 (Brest – Machačkala).

## Dějiny
Sídlo zde bylo založeno v roce 1783 pod jménem Sofijivka (Софіївка). V roce 1858 zde byl otevřen uhelný důl. Před rokem 1924 pak bylo město jmenováno Sofijivskyj Rudnyk, pak bylo přejmenováno na Imeni Karla Marxa, které neslo až do roku 1965. V letech 1965–2016 se jmenovalo Karlo-Marxove (ukrajinsky Карло-Марксове a rusky Карло-Марксово). Je bylo pojmenováno německém filosofu Karlu Marxovi, který položil teoretické základy socialismu a komunismu. V roce 2016 bylo během dekomunizace Ukrajiny přejmenováno na Sofijivku.
V roce 1940 se stalo sídlem městského typu.
Za druhé světové války bylo město od listopadu 1941 do září 1943 obsazeno německou armádou.